# Jeanette Winterson
Jeanette Winterson, OBE (Manchester, 27 de agosto de 1959) é uma escritora britânica. Suas obras podem situar-se dentro do âmbito pós-modernista.
Levantou questionamentos quando declarou em um de seus livros ter feito armadilha para um animal que comera um pedaço de salsa de seu jardim. Disse: Ele comeu minha salsa, então eu o comerei, e os restos darei para o gato!. A foto de seu feito não agradou os fãs e seu ato brutal não agradou ninguém.
Em dezembro de 2016, foi eleita uma das 100 mulheres mais influentes do mundo pela BBC.